# Plaines-Saint-Lange
Plaines-Saint-Lange ist eine französische Gemeinde mit 267 Einwohnern (Stand: 1. Januar 2022) im Département Aube in der Region Grand Est (vor 2016 Champagne-Ardenne). Sie gehört zum Arrondissement Troyes und zum Kanton Bar-sur-Seine.

## Lage
Plaines-Saint-Lange liegt etwa 39 Kilometer südöstlich von Troyes an der Seine.
Nachbargemeinden sind Courteron im Nordwesten und Norden, Essoyes im Nordosten, Mussy-sur-Seine im Osten und Süden sowie Gyé-sur-Seine im Westen und Nordwesten.

## Bevölkerungsentwicklung
| Jahr                       | 1962 | 1968 | 1975 | 1982 | 1990 | 1999 | 2006 | 2011 | 2019 |
| -------------------------- | ---- | ---- | ---- | ---- | ---- | ---- | ---- | ---- | ---- |
| Einwohner                  | 496  | 514  | 516  | 469  | 418  | 335  | 321  | 294  | 263  |
| Quellen: Cassini und INSEE |      |      |      |      |      |      |      |      |      |

## Sehenswürdigkeiten
- Kirche Exaltation-de-la-Sainte-Croix
- Kapelle Saint-Vorles